# Substituição nucleofílica unimolecular
A substituição nucleofílica unimolecular (Sn1) é um tipo de reação química na qual um grupo nucleófugo é substituído por um grupo nucleófilo através duas ou três etapas de reações geralmente com perda da memória estérica do composto caso possua estereoisomeria. É constituido de duas etapas.
A primeira etapa é a etapa lenta. Na qual irá ocorrer uma dissociação heterolítica do reagente formando um carbocátion. e liberando um grupo de saída, nucleofugo. A formação do carbocátion é geralmente lenta, endotérmica e, em termos de energia livre de Gibbs, uma etapa com aumento da energia. Portanto a etapa 1 é a etapa determinante para a velocidade da reação Sn1. E como nessa etapa ocorre apenas uma transferência de elétrons intramolecular no reagente, a velocidade da reação irá depender somente da concentração do reagente, sendo uma reação de primeira ordem em relação ao reagente e de primeira ordem global. Por exemplo: O cloreto de ter-butila reage por substituíção, praticamente com a mesma velocidade, na água pura, com concentração de íons hidróxido de 10−7M ou numa solução aquosa básica a 0,05M de hidróxido de sódio, em que a concentração do íon hidróxido é 500.000 vezes maior..
A segunda etapa é uma reação de equilíbrio rápida e consiste em um nucleófilo agindo como base de Lewis ao atacar o carbocátion, ácido de Lewis, formado na etapa 1.